# Nanduni
Nanduni, auch nantūṇi, nantuni, nanduruni, nandurni, nanthuni, nanthunni, nantunni (Malayalam നന്തുണ), ist eine seltene Langhalslaute, die von den Mannan, Kurup und anderen sozial niedrigstehenden Kasten im südindischen Bundesstaat Kerala zur Begleitung von religiösen Liedern (nanduni pattu) hauptsächlich beim Tempeldienst Kalampattu gespielt wird. Die zweisaitige gezupfte Laute mit einem stark taillierten Korpus ist ein Bordun- und Rhythmusinstrument, dem eine über die musikalische Verwendung hinausgehende rituelle Bedeutung, eine göttliche Herkunft und ein hohes Alter zugesprochen werden. Beim Kalampattu wird die angerufene Gottheit visuell im angefertigten Bild (kalam) und klanglich durch die nanduni verkörpert.

## Herkunft und Verbreitung

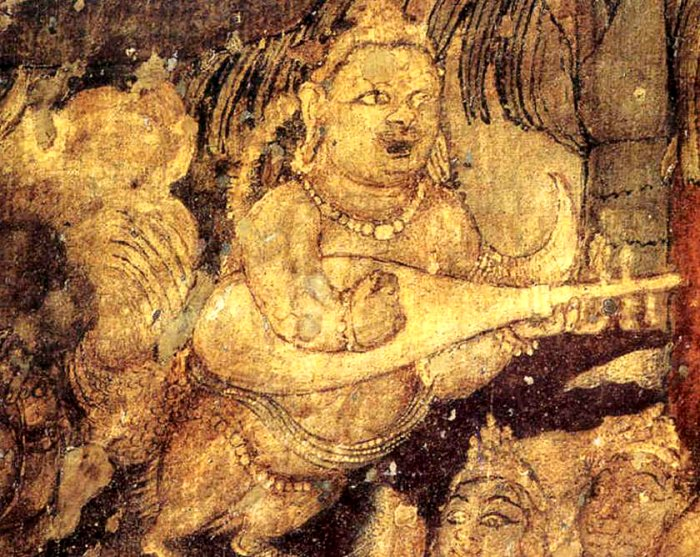
Ein Kinnara zupft eine viersaitige Laute ähnlich der chinesischen pipa. Wandmalerei in Ajanta, Rückwand Höhle 1, 5. Jahrhundert

Die wahrscheinlich aus Musikbögen hervorgegangenen ältesten indischen Saiteninstrumente, deren Typus noch in der regionalen Volksmusik vorkommt, sind Stab- oder Röhrenzithern wie die von Scheduled Tribes in Andhra Pradesh gespielte Bambusröhrenzither ronza gontam und die gintang im nordostindischen Bundesstaat Assam. Ein Musikbogen blieb in Kerala und in Tamil Nadu in Gestalt des villadi vadyam erhalten, der ähnlich wie die nanduni zur Begleitung einer religiösen Volksliedgattung dient. Dergleichen Saiteninstrumente werden in den ältesten Sanskrit-Quellen als gargara oder karkari bezeichnet. Ab etwa 1000 v. Chr. kommt im Yajurveda erstmals der Name vina vor, der um diese Zeit in Nordindien hauptsächlich für Bogenharfen stand. Nach der Überlieferung soll der mythische Weise Narada die vina erfunden haben. Ihr südindisches Gegenstück yazh ist zwar wie die nordindische Bogenharfe verschwunden, wird jedoch von Tamilen bis heute als Element der nationalen Musiktradition gewürdigt.
Einen anderen, nicht in dieser Entwicklungslinie stehenden Instrumententyp bilden die Lauten mit kurzem oder langem Hals, deren Saiten mit den Fingern verkürzt werden. Sie sind im nordwestlichen und zentralen Indien seit der Zeitenwende von buddhistischen Steinreliefs bekannt und lösten gegen Ende des 1. Jahrtausends (zusammen mit Röhrenzithern) allmählich die Bogenharfen im ganzen Land ab. Langhalslauten und Röhrenzithern gehören unter der allgemeinen Bezeichnung vina in mehreren Varianten zur klassischen indischen Musik. Einige dieser frühen Reliefs an den zentralindischen Stupas von Sanchi, Amaravati und Nagarjunakonda zeigen als Verbindung von Musik und Schlangenkult musizierende Nagas und Naginis. Auf einem Relief aus Gandhara (2./3. Jahrhundert) treten zu beiden Seiten des thronenden Schlangenkönigs (Nagaraja) in einer Reihe Musiker auf, zu denen einer mit Bogenharfe und ihm gegenüber ein anderer mit einer Langhalslaute gehören. Musikinstrumente und Kleidung lassen einen griechischen Einfluss erkennen. Die Laute besitzt gut sichtbar seitenständige Wirbel und einen in der Mitte taillierten Korpus.
Lauten mit einem mehr oder weniger stark seitlich eingebuchteten Korpus gelangten aus Zentralasien über das Iranische Hochland nach Nordindien. Einen taillierten, ansonsten rechteckigen Korpus besaß im 19. Jahrhundert die gestrichene Langhalslaute kamānca im Punjab. Bei Streichlauten wie der zentralasiatischen ghichak und der mit ihr verwandten sarinda in Nordindien führt die Einbuchtung zu zwei nur noch an einem schmalen Übergang verbundenen Korpushälften. Hierzu gehören auch die gezupfte persische Langhalslaute tar und die afghanische Zupflaute rubab, die in Indien in einer Variante nur im hohen Norden in Kaschmir vorkommt. Eine Weiterentwicklung der rubab für die nordindische klassische Musik ist die sarod mit einem etwas flacheren Boden. Bei der rubab und der sarod werden Korpus und Hals wie bei der nanduni aus einem Stück Holz herausgeschnitzt und ausgehöhlt.

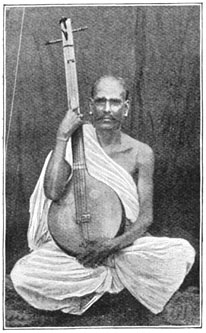
Eine südindische Langhalslaute, die als Borduninstrument religiöse Gesänge begleitet, entsprechend der tandura im Norden

Das führende Saiteninstrument der klassischen südindischen Musik ist heute (zusammen mit der Violine) die Sarasvati vina mit einem runden schalenförmigen Korpus aus Holz, der in einen breiten Hals übergeht. Dieser vina-Typ ist nach der Göttin Sarasvati benannt, die im 12. Jahrhundert auf Jain-Palmblattmanuskripten die Stabzithern alapini und ekatantri vina (Vorläufer der jantar) spielend auftaucht. Das Alter der Sarasvati vina ist nicht bekannt, nur insofern, als sie zu einer späteren Zeit als die Stabzithern entstand, von der gewisse Merkmale verblieben sind. Sie ging wohl aus einer in vormogulischer Zeit an den nordindischen muslimischen Herrscherhöfen gespielten Form der rubab hervor, ähnlich wie die erst im 19. Jahrhundert aus der dhrupad rabāb hervorgegangene sursingar. Ferner sind mögliche Vorläufer Langhalslauten, die heute in der regionalen Volksmusik als Borduninstrumente verwendet werden, etwa die von bettelnden Straßensängern in Andhra Pradesh und Karnataka gespielte tamburi, der namentlich und nach ihrem kulturellen Umfeld bei der Begleitung religiöser Gesänge die tandura in Rajasthan entspricht.
Trotz der schwierigen Suche nach einem Vorläufer für die Sarasvati vina vermutet B. C. Deva (1978) selbigen speziell in der nanduni, die in diesem Zusammenhang nanduruni genannt wird. Die Sarasvati vina ist demnach eine stark verfeinerte und weiterentwickelte Version der nanduni. Über diese spekulative Verbindung hinaus wird der nanduni ein hohes Alter zugeschrieben, was eine Voraussetzung für ihre kultische Bedeutung ist. Das auf eine Volksgruppe in Kerala beschränkte und ansonsten wenig bekannte Instrument stamme von der alttamilischen Bogenharfe yazh ab, erklärt die Kulturabteilung des Bundesstaates Kerala, obwohl es sich um verschiedene Instrumentenklassen handelt.
Das mutmaßlich hohe Alter der nanduni hob bereits Curt Sachs (1923) hervor. Er erkennt in einer Höhlenmalerei von Ajanta (5. Jahrhundert) in Zentralindien eine Halslaute mit birnenförmigem Korpus vom Typus der chinesischen pipa, die wahrscheinlich auf den frühen iranischen barbat zurückgeht. Sachs zufolge lebt dieser im Lauf der Zeit nach Südindien verdrängte Lautentyp insbesondere in Gestalt der nanduni fort. Als Gemeinsamkeiten mit der pipa nennt Sachs den aus einem Holzblock geschnitzten länglich-runden Korpus, der mit einer Holzdecke geschlossen ist, die seitenständigen Wirbel sowie das eine Quinte betragende Tonintervall zwischen den leeren Saiten und dem ersten Bund bei der nanduni und zwischen den Saiten der pipa.
Chummar Choondal (1975) führt einige Malayalam-Quellen an, in denen das „altindische Musikinstrument aus Kerala“ erwähnt wird: Das poetische Werk Ramakathappattu des um 1400 lebenden Dichters Ayyappilli Asan enthält Lieder von einer freien Bearbeitung des Ramayana, die im Tempel zur Begleitung des Idiophons chandravalayam (eine mit Pergament bezogene Eisenplatte) gesungen werden sollen. An einer Stelle wird eine königliche Prozession von 21 Musikinstrumenten, einschließlich einer nanduni (nanthumy), begleitet. Im Unnunilisandesam des Autors A. Sandesakavya aus dem 14. Jahrhundert kommt der Götterkönig Devendra mit einigen Kinnaras vom Himmel herab, um sich am Konzert vieler Musikinstrumente, zu denen auch die nanduni gehört, zu erfreuen.
In der Liedgattung nanduni pattu (nantunippattu, „Gesang der nanduni“) wird zu Beginn die nanduni in rhythmischen Versen als göttliches Musikinstrument eingeführt. Die beiden anna (Tamil annai, „Mutter“) und alamba genannten Saiten bringen – in poetischen Worten – den schönen Gesang zweier Lerchen auf einer einsamen Insel hervor. Der Name nanduni ist eine Art Echo des hervorgebrachten Klangs, denn er setzt sich aus Sanskrit/Malayalam nam und dhvani (dhusni) zusammen, jeweils mit der Bedeutung „Ton, Klang“.

## Bauform
Korpus und Hals der nanduni sind von ungefähr gleicher Länge und werden aus einem Holzblock herausgeschnitzt. Zum Bau verwendete Holzarten sind Gmelina asiatica, ein weiches Holz, das kumil genannt wird, und Bengalische Quitte (englisch bael tree, lokaler Name koovalam). Der Korpus wird aus Jackfruchtbaumholz (plavu) gefertigt. Die Gesamtlänge beträgt knapp 80 Zentimeter, die Länge des Korpus rund 35 Zentimeter und seine Breite 15 Zentimeter. Der Korpus (peetham) besteht aus zwei Teilen, die durch ein schmales Zwischenstück (karuttu, „Hals“) voneinander getrennt sind. Der obere Korpusteil ist annähernd kreisrund und der größere untere Teil hat eine längliche, eher ovale Form. Die Seitenflächen verlaufen in einer senkrechten Ebene zur Decke und der Boden ist flach. Die Decke heißt moham („Gesicht“), der Boden an der Unterseite ara („Gesäß“). Ein kleines Schallloch im unteren Teil des Korpus (vayaru, „Magen, Bauch“) ist mit einem floralen Muster gestaltet.
Die beiden Saiten verlaufen von seitenständigen Wirbeln am Wirbelkasten hoch über dem Hals und der Decke über einen am unteren Ende aufgestellten Steg (pitham, „Sitz, Thron“) hinweg bis zu einem Befestigungspunkt dahinter auf der Decke. Über dem oben offenen Wirbelkasten mit den auf beiden Seiten herausragenden langen Holzwirbeln (cevi, „Ohren“) verjüngt sich der Hals zu einer runden Spitze (muti, „Kopf, Krone“). Drei, fünf oder mehr Bünde – bis zu 14 – aus hoch aufgestellten Holzklötzen sind am unteren Ende des Halses befestigt. Das obere Drittel des Halses besitzt keine Bünde. Gegenüber der leer gezupften Saite erzeugt der erste Bund eine Quinte.
Die Saiten bestehen aus Pflanzenfasern oder Darm. Die dickere Saite dient als Bordunsaite. Sie produziert den Grundton (shruti) und wird stets unverkürzt zusammen mit der höher klingenden dünneren Melodiesaite für die Tonstufen (swara) gezupft. Chummar Choondal (1975) zufolge werden bei einem Instrument mit fünf Bünden nur der mittlere und der untere Bund gezupft, sodass drei Melodietöne hörbar werden. In ländlichen Gegenden von Trivandrum wurden auch dreisaitige nanduni beobachtet. Der am Boden sitzende Musiker stellt die Laute senkrecht vor den Oberkörper und reißt die Saiten mit einem Plektrum (vayanam) aus Büffelhorn oder Holz in den Fingern der rechten Hand an, mit der linken Hand verkürzt er eine der Saiten, um zwei oder drei Töne zu produzieren. Ein auf dem Steg unter die Saiten geschobenes hölzernes Plättchen (takkritta), über welches die schwingenden Saiten hinwegstreichen, sorgt für einen schnarrenden Begleitklang, der bei in der klassischen Musik verwendeten Langhalslauten (etwa bei der tanpura) jivari genannt wird.

## Spielweise und kulturelle Bedeutung

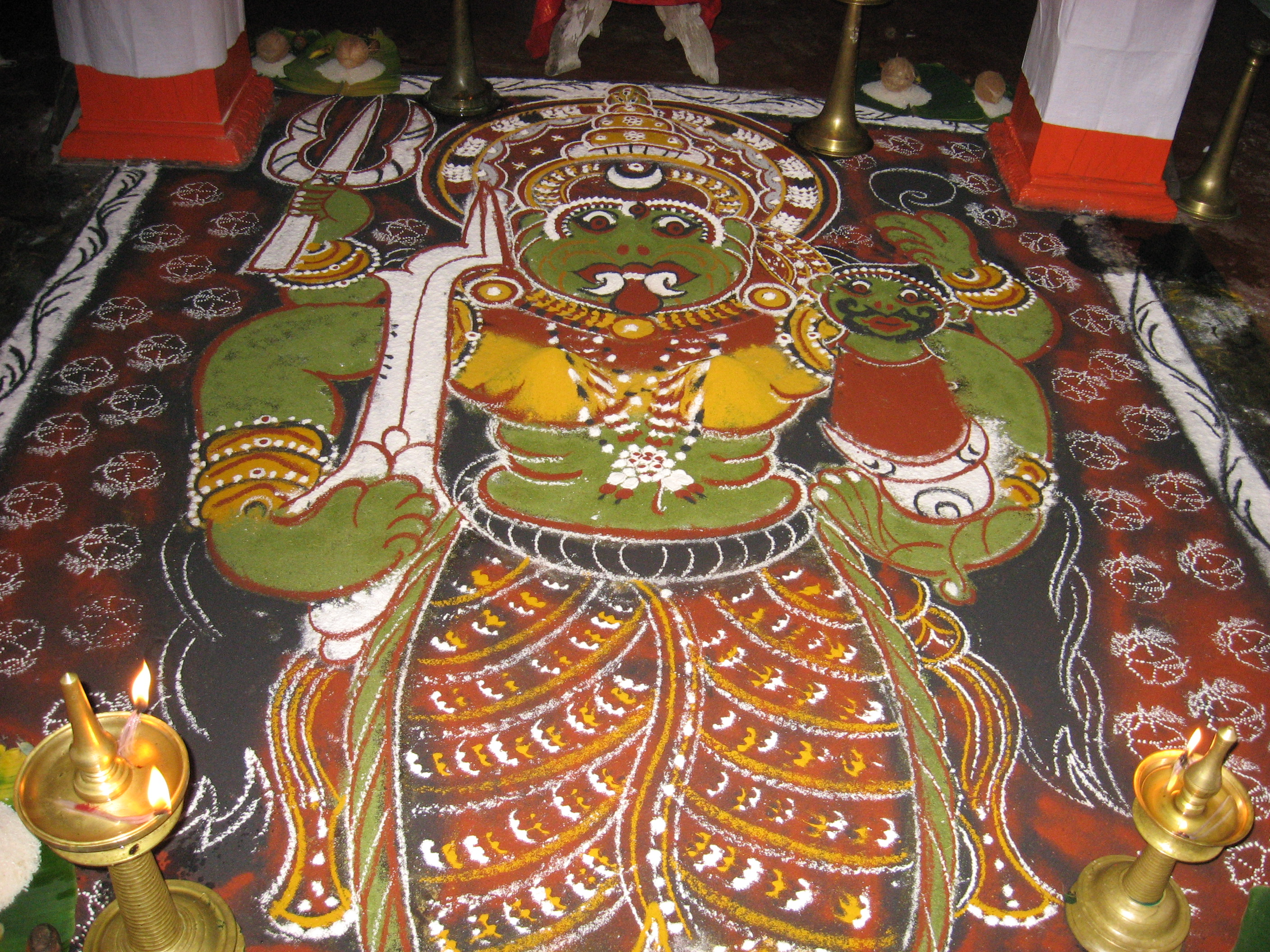
Im Ritual Kalampattu angefertigtes Bodenbild (kalam) der Göttin Bhadrakali

Es ist nicht ungewöhnlich, dass Bezüge einzelner Bestandteile von Musikinstrumenten zu menschlichen Körperteilen hergestellt werden. Die anthropomorphe Symbolik prägt zum Beispiel in besonderer Weise die Wertschätzung der Santal in Nordindien für ihre Streichlaute banam, ferner etwa in Afrika die Harfe kundi und zahlreiche afrikanische Trommeln. In Indien geht die Analogie zwischen Musikinstrument und menschlichem Körper bis auf den altindischen Ritualtext Aitareya Aranyaka (um 500 v. Chr.) zurück. Darin werden die Teile des Instruments entsprechend bezeichnet und der Gesang erscheint als Klang einer menschlichen vina.
Für die Spieler der nanduni bedeuten die Entsprechungen, dass sie etwa den Körper der verehrten Göttin Bhagavati in den Händen halten, wodurch das Instrument selbst während der rituellen Verwendung mit seiner Form und seinem Klang einen göttlichen Rang erhält und zu einem „göttlichen Musikinstrument“ (deva vadyam) wird – im Unterschied zu den „dämonischen Musikinstrumenten“ (asura vadyam). Aus dem unteren Teil des Resonanzkörpers ist die Stimme der Göttin zu hören, erklären Mannan-Musiker. Die Göttin manifestiert sich im Klang der nanduni, beschrieben als der „schöne“ oder „gute Klang“ (nalla sabdam). In gewissen Abständen sollte die nanduni, das heißt die Göttin, etwas Whiskey zu trinken bekommen, damit sie besser klingt, denn für sie gilt das Gleiche wie für die an ihrem Kult beteiligten Musiker. Alkohol gehört normalerweise zu den Opferspeisen (prasadam), die um das Götterbild drapiert werden.
Die nanduni wird hauptsächlich von den Mannan und Kurupu in Zentralkerala zur Begleitung religiöser Lieder gespielt. Die Mannan sind eine aus wenigen tausend Menschen bestehende Gruppe der Adivasi (den Scheduled Tribes zugerechnet), die eigene kulturelle Traditionen bewahrt haben und früher eine unberührbare Kaste von Wäschern bildeten. Die meisten Mannan siedeln in drei Taluks im Distrikt Idukki, traditionell in abgelegenen Waldgebieten, wo sie etwas Ackerbau und Viehzucht betreiben. Die Kurupu (oder Kurup) sind eine Untergruppe der Nair. Zu ihren Aufgaben gehört etwa die Organisation des Jahresfestes Nilambur pattu in der Stadt Nilambur (Distrikt Malappuram). Bei der Volkszählung von 1901 im damaligen Fürstenstaat Travancore (Mitte und Süden von Kerala) werden die Nantunikkuruppu mit dem Synonym Vatti (Vathi) als Untergruppe der Nair aufgeführt.
Diese Gruppen spielen nanduni bei religiösen Festen zur Verehrung der Göttin Bhadrakali und der anderen Götter. Die besonders in Kerala populäre Bhadrakali ist eine potentiell böswillige Erscheinungsform der großen Göttin Bhagavati (allgemein Devi) und muss durch Rituale freundlich gestimmt werden. Daneben wird die Schlangengöttin (Naga) verehrt, damit sie für eine gute Ernte und Kindersegen sorgt. Religiöse Rituale und die dazugehörenden Musikformen werden in solche für den Tempel (kshetram) und andere für den Dorfschrein, der in einem heiligen Wäldchen (kavu) liegt, eingeteilt. Tempelrituale werden von brahmanischen Priesterkasten und Kavu-Rituale von niederen Kasten durchgeführt. Saiteninstrumente kommen nur in der Kavu-Ritualmusik, nicht in der Tempelmusik (kshetram vadyam) vor. Beide Ritualformen können auch an Schreinen von Privathäusern stattfinden.
Der von der nanduni begleitete religiöse Ritualgesang heißt nanduni pattu (auch tottam pattu). Ein Familienritual (puja) an einem kleinen Götterschrein kann von der Mittagszeit bis um Mitternacht dauern. Die Familie beauftragt für dieses Ritual einen Mann, der ihrem sozialen Status entweder ebenbürtig oder höhergestellt ist. Während der Dauer des Rituals tritt typischerweise ein Sänger und nanduni-Spieler auf, der von zwei weiteren Sängern und Spielern der Handzimbeln kuzhitalam begleitet wird. Die nanduni sorgt für den Bordunton und die rhythmische Struktur (talam). Drei talam werden zur Gesangsbegleitung verwendet:
1. muttalam, entspricht dem Typus chanda chapu mit fünf Schlägen (matra), in Silbensprache (konnakol): takita (3) und taka (2).
2. nalam talam, entspricht dem verbreiteten Rhythmus adi talam, gesprochen taka dimi (4)
3. eru talam, entspricht eka talam mit drei Schlägen.[27]

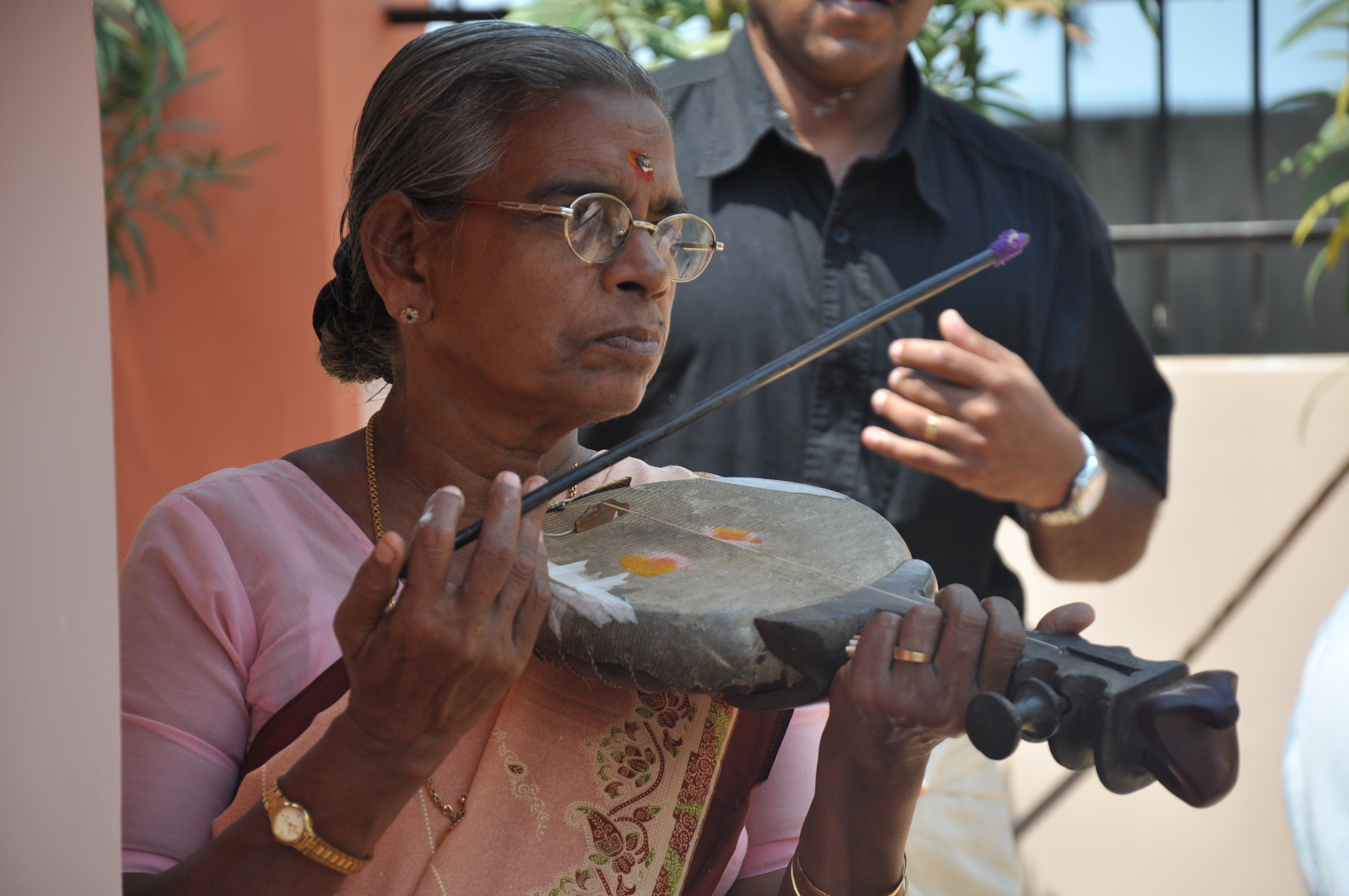
Pulluvan vina, gespielt im Veerabhadra-Swami-Tempel in Ashtamudi

Traditionell singt der nanduni-Spieler monoton mantraartig Verse, deren unterschiedliche Rhythmen durch die Vortragsweise des Chanting in eine für die Zuhörer poetische Form gebracht werden. Ein Sänger bemüht sich seit etwa 2010 um eine Modernisierung des Vortrags, indem er Melodieformen aus klassischen Ragas übernimmt. In den Liedern werden zu Beginn die anthropomorphen Teile der nanduni, das Material und die Herstellung des Instruments beschrieben, alles mit Bezug auf die angerufene Gottheit.
Das Ritual, zu der die Gesangsform nanduni pattu hauptsächlich gehört, heißt Kalampattu (oderKalamezhutu pattu, aus kalam, „Bild“ und ezhuth, „zeichnen“). Es dient der Verehrung der Götter Bhadrakali (eine Erscheinungsform der Göttin Kali oder Parvati), Ayyappan (ein beliebter Schutzgott, dem auch das Ritualtheater Ayyappan tiyatta gewidmet ist), Vettakkorumakan (ein nur in Kerala bekannter Sohn Shivas, in Nilambur mit dem Jahresfest Nilambur pattu verehrt) und wird in einer anderen Form der Durchführung für Schlangenkulte eingesetzt. Zu letzteren gehört auch das Ensemble pulluvan pattu, dessen Gesang von der einsaitigen Streichlaute pulluvan vina begleitet wird.
Im Mittelpunkt des Kalampattu steht wie beim Ayyappan tiyatta die Anfertigung eines Bodenbildes (kalam), welches die jeweilige Gottheit darstellt. Das von einem Priester erschaffene Bild besteht aus weißem Reismehl, schwarzer Asche aus verbranntem Reisstroh und aus leuchtenden pflanzlichen Farbpulvern. Beim Schlangenkult zeigt das Bild (Naga kalam) den Schlangengott Naga. Die Symbolik bei allen angesprochenen Gottheiten handelt vom Triumph des Guten über das Böse. Das Ritual soll der Gemeinschaft ein gutes Fortkommen, Wohlstand, Glück oder Fruchtbarkeit zusichern. Kalam und nanduni repräsentieren gleichermaßen das Göttliche, visuell und akustisch. Neben dem Bodenbild gehört zum Kalampattu ein Ritualtanz, bei dem der Tänzer in einen Zustand der Besessenheit gerät und die Gottheit aus seinem Mund an sie gestellte Fragen beantwortet. Zuletzt wird die Gottheit gefragt, ob das als Opfergabe aufgefasste Bodenbild und das gesamte Ritual sie zufriedengestellt haben. Das vollendete Bodenbild wird abschließend mit rituellen Tanzschritten verwischt und zerstört. Die Anfertigung eines Bodenbildes ist auch ein Teil der Ritualtheater Mutiyettu und Nagamandala.
Eine nanduni gehört auch zum Tanzritual Karika Thullal, worin die Geschichte des Asura Darika erzählt wird, den Bhadrakali in einem wilden Kampf tötet. 
Ein weiteres für Kerala spezifisches Melodieinstrument, das in der Ritualmusik als Bordun dient, ist die kurze Kegeloboe kuzhal, während die hoch verehrte Sanduhrtrommel idakka beim Tempeldienst Melodien hervorbringt.